# 国宾坊
国宾坊是中华人民共和国安徽省黄山市徽州区西溪南镇西溪南村的一座牌坊，位于中街。
国宾坊立于明朝正德九年（1514年），为褒扬该村的二甲第十一名进士吴继隆而立。2019年，西溪南按照“原址、原貌、原工艺”的原则，复建了国宾坊，随后又在其东西两侧复建了进士坊和应龙坊。